# Emil Mika
Emil Mika ps. „Karol”, „Lis” (ur. 15 maja 1896 w Lipnicy Wielkiej, zm. 7 listopada 1941 w KL Auschwitz) – polski pedagog, folklorysta, działacz niepodległościowy (od 1918), społeczny i regionalny regionu Orawy, zwany „Orawskim Kolbergiem”.

## Życiorys
Urodził się 15 maja 1896 w Lipnicy Wielkiej, w rodzinie górali orawskich pochodzącej z Ujścia na Orawie. Jego ojcem był Wendelin Mika, nauczyciel i organista, a matką Hermina z Bosaków . Ukończył gimnazjum w Trzcianie, a następnie seminarium nauczycielskie w Klasztorze pod Zniewem (obydwa z węgierskim językiem wykładowym). Podczas I wojny światowej był oficerem sił zbrojnych Monarchii Austro-Węgierskiej.

### Działalność niepodległościowa (1918–1920)
Po zakończeniu I wojny światowej powrócił na Orawę. Po wkroczeniu w styczniu 1919 wojsk czechosłowackich na Orawę został działaczem niepodległościowym. W 1920 był współorganizatorem polskiej Tajnej Organizacji Wojskowej na Orawie, a następnie zastępcą komendanta posterunku TOW w Namiestowie (liczącego w tym mieście 30 członków). Uczestniczył z bronią w ręku w walkach „z bojownikami czeskimi w Namiestowie i okolicy w obronie funkcjonariuszy Komitetu Plebiscytowego Spisko-Orawskiego”. Za tę działalność 21 kwietnia 1937 Prezydent RP nadał mu Krzyż Niepodległości.
8 stycznia 1924 został zatwierdzony w stopniu podporucznika rezerwy ze starszeństwem z 1 czerwca 1919 i 718. lokatą w korpusie oficerów piechoty. Posiadał wówczas przydział w rezerwie do 1 pułku Strzelców Podhalańskich w Nowym Sączu. W 1934, jako oficer pospolitego ruszenia, pozostawał w ewidencji Powiatowej Komendy Uzupełnień Nowy Targ. Posiadał przydział do Oficerskiej Kadry Okręgowej Nr V. Był wówczas „przewidziany do użycia w czasie wojny”.

### Okres międzywojenny

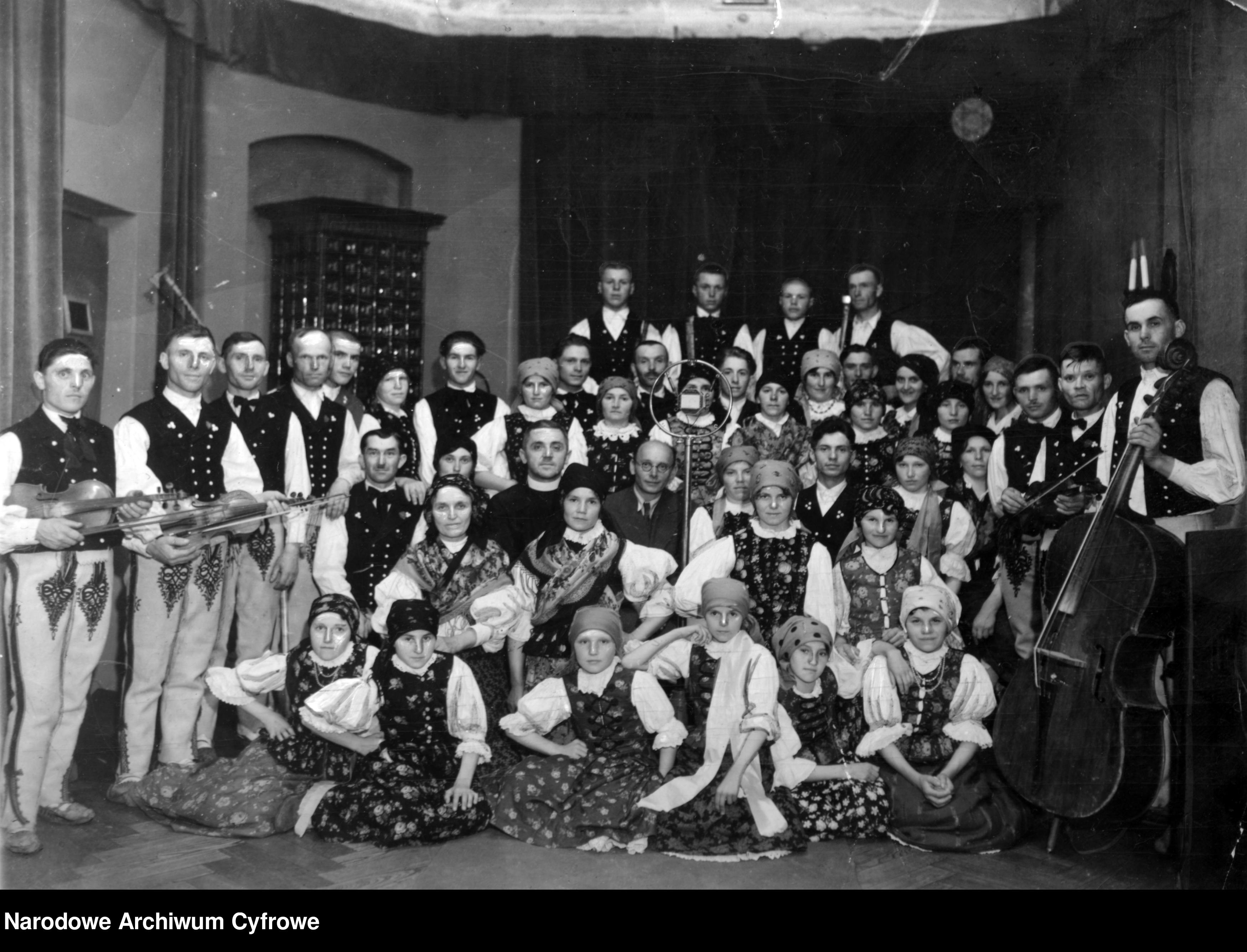
Chór i smyczkowa kapela wiejska z Lipnicy Wielkiej na Orawie w studiu Rozgłośni Polskiego Radia w Krakowie. W centrum przy mikrofonie Emil Mika, a obok ks. Ferdynand Machay

W 1922 ożenił się z Józefą z Machayów.
Jako organista, nauczyciel i kierownik miejscowej szkoły (którą objął po swoim ojcu), prowadził wraz z żoną szereg działań o charakterze oświatowym i kulturotwórczym. Zorganizował kursy dla niepiśmiennych dorosłych, działał w Towarzystwie Szkoły Ludowej, zorganizował jednostkę Ochotniczej Straży Pożarnej w Lipnicy Wielkiej – Murowanicy, wprowadził w okolicy podstawy nowoczesnego sadownictwa i pszczelarstwa. Równocześnie zbierał wszelkie świadectwa folkloru rodzinnej ziemi, gromadził i opracowywał pieśni z terenu Orawy. Część opublikował w 1934 w tomie Pieśni orawskie wydanym przez Związek Spisko-Orawski (wznowionym w 1957 przez Polskie Wydawnictwo Muzyczne w tomie 1 "Materiałów do Polskiej Muzyki Ludowej", w 1991 przez Towarzystwo Przyjaciół Orawy W 50. rocznicę śmierci Emila Miki oraz w jubileusz 40-lecia Liceum Ogólnokształcącego w Jabłonce i w 2021 przez Gminne Centrum Kultury w Lipnicy Wielkiej, ISBN 978-83-960626-1-1).

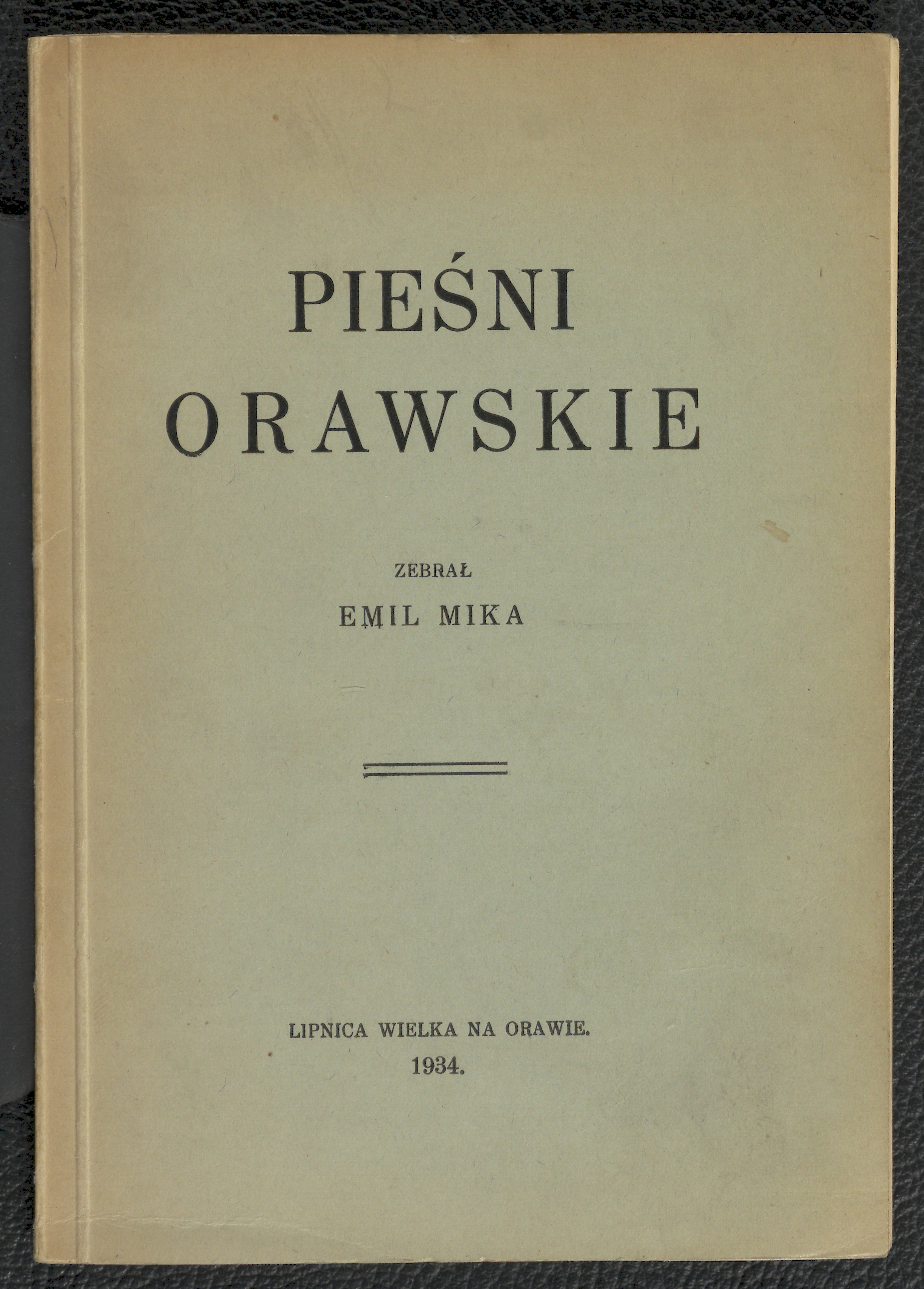
Okładka pierwszego wydania książki Emila MikiPieśni orawskie z 1934

Był uzdolniony muzycznie. Szczególnie interesowała go muzyka fortepianowa, z którą jednak nie miał zbyt częstych kontaktów. Już jako student seminarium zorganizował na terenie szkoły kółko muzyczne. Po powrocie do Lipnicy zorganizował i prowadził chór oraz smyczkową kapelę wiejską. Zorganizował i prowadził zespół pieśni i tańca „Orawa”, który – dzięki aktywności twórcy – był znany w całym kraju, jeździł z występami po Polsce, budząc zainteresowanie folklorem kresów południowych. Zespół ten już w 1927 dokonał pierwszych nagrań dla Polskiego Radia. Później zorganizował również wiejską orkiestrę dętą. W 1935 opublikował utwór sceniczny Sen bacy : melodramat górski : według oryginalnych melodyj orawskich z udziałem chóru mieszanego i solistów dla scen amatorskich (znany również pod tytułem Dumanie bacy), przeznaczony do wykonywania przez zespoły amatorskie. Kultywował tradycje orawskiego stroju ludowego. Przejawiał również zdolności plastyczne, uprawiał malarstwo, jednak wszystkie jego obrazy zaginęły podczas wojny.
Za działalność kulturalno-społeczną odznaczony został Srebrnym Krzyżem Zasługi.
Był uzdolnionym technikiem. Podczas pobytu w Paryżu w 1920 zetknął się z radiem. Po powrocie do Lipnicy zbudował pierwszy odbiornik kryształkowy, a następnie lampowe radio. Do jego zasilania zaprojektował i zbudował w swym gospodarstwie niewielką elektrownię wodną, dostarczającą później prąd także do kościoła św. Łukasza Ewangelisty i do szkoły. Rozwijając swoje zainteresowania radioelektroniczne, zbudował radiostację krótkofalową. Pasjonował się krótkofalarstwem i należał do Polskiego Związku Krótkofalowców.

### II wojna światowa

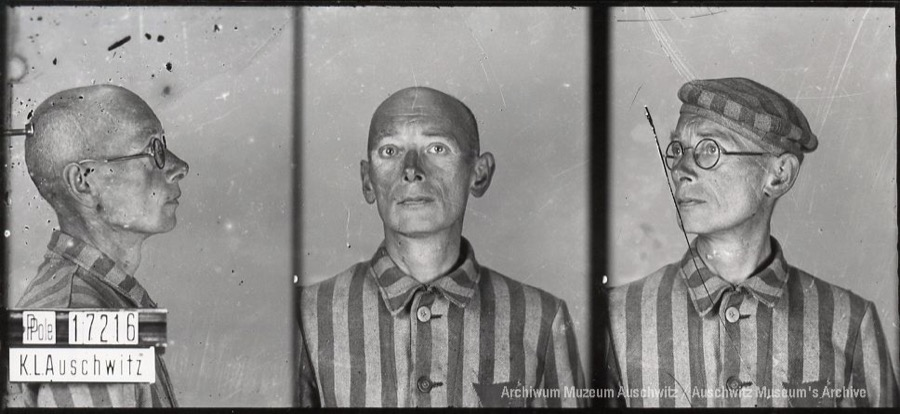
Emil Mika, więzień KL Auschwitz

Jeszcze przed wybuchem II wojny światowej został komendantem Tajnej Organizacji Wojskowej na Orawie, powołanej w przewidywaniu agresji Niemiec i Słowacji. Po mobilizacji wziął udział w działaniach kampanii wrześniowej. Po jej zakończeniu nie wrócił do Lipnicy Wielkiej, ze względu na zagrożenie aresztowaniem przez władze słowackie za wieloletnią działalność patriotyczną. Przedostał się do Krakowa, gdzie przybyła również jego żona. Zamieszkali u brata żony, ks. dra Ferdynanda Machaya, proboszcza parafii Najświętszego Salwatora na plebanii. Już w październiku 1939 Mika włączył się w działalność konspiracyjną, współorganizował Tajną Organizację Wojskową, był porucznikiem Związku Walki Zbrojnej. Zajmował się łącznością radiową z dowództwem w Londynie. W nocy z 3 na 4 maja 1941 został aresztowany wraz z żoną. 9 czerwca 1941 został osadzony w niemieckim obozie koncentracyjnym Auschwitz, otrzymując numer obozowy 17216. Zmarł 7 listopada (podawana jest również data 17 października) tegoż roku, a jego ciało zostało skremowane.

## Odznaczenia
- Krzyż Niepodległości (21 kwietnia 1937) „za pracę w dziele odzyskania niepodległości”[12].
- Srebrny Krzyż Zasługi.

## Upamiętnienie
Imię Józefiny i Emila Mików nosi Szkoła Podstawowa nr 2 w Lipnicy Wielkiej.
Wraz z żoną jest patronem jednej z ulic w Jabłonce.
4 lipca 2020 upamiętniony został tabliczką na pomniku - Murze Orawskich Ojców Niepodległości w Lipnicy Wielkiej.
Rok 2021 Rada Gminy Lipnica Wielka ogłosiła Rokiem Emila Miki, w jego ramach m.in. zorganizowano Konkurs Plastyczno-Literacki „Emil Mika – kiedyś i dziś”.
W 2021 powstał film Orawskie chodniki Emila Miki.
W 2021 w ramach muzycznego projektu „Biełaso - Ora#wa Power” stworzonego przez Karolinę Kowalczyk i Darka Budkiewicza, basistę zespołu ARMIA (DePress 2007-2017) powstał utwór i teledysk "Emil Mika" (scenariusz i reżyseria: Karolina Kowalczyk, Magdalena Kostrzewa - Smreczak oraz Ora#Wa Power).
Latem 2022 Stowarzyszenie Lipnica Wielka wraz z grupą nieformalną we współpracy z gminą Lipnica Wielka wydało Notes Mików (red. Robert Kowalczyk, Karolina Kowalczyk) ISBN 978-83-66991-08-8, książkę zawierająca cytaty określające, opisujące lub wyrażane przez Józefinę i Emila Mików oraz liczne ilustracje. Zostaje spore miejsce na własnoręczne notatki.